# Aspen Pharmacare
Aspen Pharmacare ist ein südafrikanisches Pharmazieunternehmen.
Das Unternehmen ist der größte Pharmaziekonzern, der aus Afrika stammt. Das Unternehmen hat sich vor allem auf Generika sowie auf die Behandlung von HIV/AIDS sowie Tuberkulose spezialisiert. Gegründet wurde das Unternehmen 1997.
2011 erwarb Aspen das Werk in Bad Oldesloe von GlaxoSmithKline.

2016 wurde das Unternehmen von der italienischen Kartellbehörde zu einer Strafe von über € 5,2 Mio. verurteilt, weil es die Versorgung mit mehreren Krebsmedikamenten, wie beispielsweise Melphalan und Chlorambucil, aus verhandlungstaktischen Gründen eingestellt hatte, um durch die künstlich hervorgerufene Verknappung Preissteigerungen um bis zu 1.500 Prozent leichter durchsetzen zu können. Die Lizenz für diese Medikamente, deren Patentschutz bereits ausgelaufen ist, hatte Aspen kurz vorher von GlaxoSmithKline erworben. In Frankreich sind 3 Patientinnen gestorben, nachdem sie Cyclophosphamid als Ausweichmedikament für Melphalan erhalten hatten. Auch die EU-Kommission hat 2017 Ermittlungen wegen des Verdachts von Wucherpreisen gegen das Unternehmen aufgenommen.
In eigenen Ermittlungen hat die Competition and Markets Authority, die Wettbewerbsbehörde des Vereinigten Königreichs, festgestellt, dass Aspen mit 2 anderen Herstellern ein illegales Kartell gebildet hatte, um den Preis für Fludrocortison um bis zu 1800 % erhöhen zu können. Aspen hat diese Kartellvereinbarung eingestanden und £ 8 Mio. als Entschädigung an den NHS gezahlt.